# Martina Kudláček

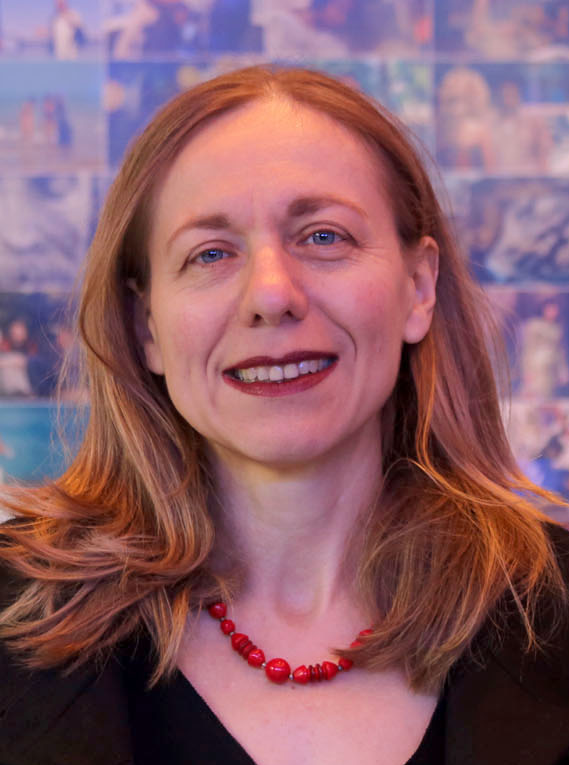
Martina Kudláček (2012)

Martina Kudláček (* 1965 in Wien) ist eine österreichische Filmregisseurin, Drehbuchautorin, Kamerafrau und Filmproduzentin.

## Leben
Martina Kudláček begann ihr Studium der Theater-, Film- und Medienwissenschaft an der Universität Wien. Ab 1989 studierte sie an der Film- und Fernsehakademie FAMU in Prag wo sie ihren Magister in Regie für Dokumentarfilm erwarb. Zwischen 1998 und 2004 arbeitete Martina Kudláček mit dem Filmemacher Jonas Mekas am Anthology Film Archives in New York zusammen. Ihren ersten internationalen Erfolg hatte sie 2001 mit dem Dokumentarfilm Im Spiegel der Maya Deren, für den sie unter anderem den Wiener Filmpreis erhielt.
Verheiratet ist  Kudláček mit dem amerikanischen Filmemacher Henry Hills, der bei ihren Filmen Im Spiegel der Maya Deren (2001), Notes on Marie Menken (2006) und Fragments of Kubelka (2012) für den Schnitt verantwortlich war.

## Filmografie
- 1994: Positivita (Regie)
- 1995: L´amour fou / Ludvik Svab (Regie)
- 1995: Maelström der Melancholie (Regie)
- 1996: Aimless Walk – Alexander Hammid (Regie)
- 1997: Die letzten Helden (Regie)
- 2001: Im Spiegel der Maya Deren (Regie/Buch)
- 2006: Notes on Marie Menken (Regie/Buch/Kamera/Produktion)
- 2012: Fragments of Kubelka (Regie/Buch/Kamera/Produktion)

## Auszeichnungen
- 2004: Anthology Film Archives Preservation Award
- für In the Mirror of Maya Deren
  - Wiener Filmpreis, Viennale, 2001
  - Dance Screen Award for best Documentary, Monaco Dance Forum, 2002
- 2008: Outstanding Artist Award für Film – Österreichischer Förderungspreis für Filmkunst[5]
- 2019: Österreichischer Kunstpreis für Film[6]